# 山田英寿
山田 英寿（やまだ ひでとし、1956年3月29日 - ）は、北海道石狩郡当別町出身のフリーアナウンサー。元北海道文化放送のアナウンサー、報道制作局報道部担当部長（2014年4月着任）。

## 過去の担当番組
- 競馬中継
- TVポテトジャーナル（1989年10月 - 1993年3月）
- スーパータイムHOKKAIDO（1994年4月 - 1996年3月）
- めざまし北海道 おはよう!山田です（2004年10月4日 - 2009年3月27日）
- 早おき!てれび めざまし北海道（2009年4月 - 2014年3月）月 - 水曜担当
- ゆうゆう金曜日（2009年4月 - 2011年3月）うたスキ♪コーナー担当
- FNNスピーク（ローカル枠を不定期）
- UHBニュース

## 主な実況歴（判明分）
- 札幌記念（1984年〜1986年, 1988年）
- 函館記念（1984年, 1986年, 1987年）